# Freycinetia falcata
Freycinetia falcata är en enhjärtbladig växtart som beskrevs av Huynh. Freycinetia falcata ingår i släktet Freycinetia och familjen Pandanaceae. Inga underarter finns listade.